# الصخيرة
الصخيرة إحدى مدن الجمهورية التونسية، تقع في ولاية صفاقس. عدد سكانها 8627.

## التاريخ
تقع بلدية الصخيرة على الساحل الشرقي للبلاد التونسية حيث تشرف على خليج قابس ولها تاريخ عميق الجذور يمتدّ إلى العهد الفينيقي فيما يلي أهم محطّاته:

### فترات ما قبل التاريخ
تفيد الدراسات الجيومورفولوجية والأثرية إلى وجود مخلفات إنسان ما قبل التاريخ في ربوع منطقة الصخيرة والمناطق المجاورة لها. إذ يذكر لنا بعض الباحثين وجود عدد من الرماديات في سبخة السمارة شمال وادي ودران. كما تم العثور بالقرب من موقع الصخيرة القديمة على أدوات وبقايا تعود إلى العصر الحجري الحديث (néolthique) تتمثل في رماديات وأسلحة صنعت من حجارة الصوان المصقولة. والرمادية هي كدس من الرماد والحجارة والأدوات الحجرية وقشور الحلزون.

### الحقبة التاريخية الرومانية والبيزنطية
عثر بعض الباحثين التابعين للمعهد الوطني للآثار على مؤشرات تدل على وجود مدينة رومانية بمنطقة الصخيرة القديمة. يعود تاريخ هذه المدينة اعتمادا على بعض الحفريات الأثرية إلى منتصف القرن الثالث ميلادي. وأثمرت الحفريات الأثرية التي قام بها المعهد الوطني للأثار إبان الاستقلال الكشف على بعض المنشآت المعمارية الدينية والدفاعية.
فيما يخص المعالم الدينية نشير إلى وجود كنيستان واحدة كبرى داخل المدينة وأخرى صغرى بين المقابر.
بالنسبة للكنيسة الكبرى فهي تقع في أطراف المدينة الرومانية وهذا دليل على قدم المدينة. تتكون هذه الكنيسة من خمسة بلاطات طولية، بلاطة مستعرضة واثنان أقل عرضا من كل جانب.
داخل البلاطة الوسطى نجد محرابان متناظران وهي خاصية من خصائص الكنائس الإفريقية وهو الاسم القديم للبلاد التونسية (أفريقا، Africa). ويدل وجود المحرابين على تطور حاصل بالمعلم. وعلى تغيير في اتجاه التعبد. وقد أثبتت الحفريات أن الاتجاه في أوله كان نحو الغرب ثم تغير في مرحلة لاحقة نحو الشرق. خلف المحراب المتأخر نجد بيت التعميد وهي عبارة عن قاعة مربعة الشكل قسمت إلى ثلاثة أروقة ركز بالأوسط منها معبدان بيزنطيي الشكل. وهو دليل ثان على جملة الإضافات والتطورات التي عرفها المعلم الديني بين الفترات التاريخية القديمة الرومانية منها والوندالية والبيزنطية.
أما الكنيسة الثانية الواقعة بين المقابر فهي كنيسة مدفن Basilique cémétériale بها عدد من القبور عادة ما تكون مخصصة لدفن شهداء المسيحية من رجال الدين. معماريا هي معلم ذو تخطيط مستطيل الشكل يحتوي على ثلاثة أروقة ومحراب واحد. وقد بلطت هذه الكنيسة ببلاط عادي خلافا للكنيسة الكبرى التي فرشت أرضيتها بالفسيفساء.
أما فيما يتعلق بالمعلم الدفاعي تفيد الصورة الجوية بأنه حصن مستطيل الشكل به أربعة قلاع ركنية دائرية وأربعة أخرى نصف دائرية تتوسط جدران المعلم. ونجهل تاريخ تشييد هذا المعلم والأمر ببنائه نظرا لعدم إحداث حفريات أثرية به.
وتعترضنا صعوبة في التعرف على الاسم القديم للمدينة الأثرية. إذ يذهب البعض إلى إطلاق اسم ‘‘ لارسقوس ‘‘ Lariscus عليها. N.duval اعتمادا على نص إغريقي يعود إلى منتصف القرن السادس ميلادي كتبه المؤرخ البيزنطي ‘‘ قوريبوس‘‘ corippus حيث يشير هذا المؤرخ الذي رافق الجيش البيزنطي في حملته ضد الونداليين سنة 548 م إلى ميناء يحمل اسم ‘‘ لارسقوس ‘‘ بالقرب من هذه الربوع.
كذلك تفيد بعض الروايات أن الرومان أقاموا مركز حراسة وإرشاد للسفن ومن أثارهم الساقية التي أحدثوها للري الفلاحي وهي تمتد من منبع المياه بجبل بوهدمة إلى مزارع الصخيرة. وكذلك المجمع الكنسي المعروف حاليا بالكنائس ويقال أن مؤسسه هو الراهب الفلكي سانت أوقستان الذي اشتهر بالتقويم الفلكي.

### العهد الإسلامي المبكر
من المؤشرات الدالة على هذه الفترة معلم دفاعي ما يزال قائم الذات إلى اليوم رغم أنه في حالة رثة تستدعي التدخل السريع لصيانته والمحافظة عليه.
الناظور هو بناء شامخ إسطواني الشكل استعملت به تقنية بناء اتفق حولها باحثوا الآثار منذ القرن التاسع عشر على أنها أغلبية العهد, يقع هذا المعلم شمال شرقي سبخة بوسعيد وقد أقيم على مرتفع من الأرض بعلو 13 متر ليشرف على خليج قابس. لعله كان إحدى المنشآت العسكرية التي أمر بإحداثها الأمير إبراهيم بن الأغلب لتحصين سواحل إفريقية خلال القرن التاسع للميلاد.

### العهد العربي
تميز بحلول الشيخ الصالح سيدي مهذب القادم من الساقية الحمراء بالمغرب الأقصى.

### الصخيرة المعاصرة
استغلّ التونسيون المرفأ لتصدير الحلفاء وتكوّنت حوله مدينة بكل مقوماتها بها خلافة ومركز بريد ومخبزة ومتاجر ومنارة تهدي السفن إلى أن أحدث خط السكة الحديدية الحالي وأصبح عن طريقه تصدّر الحلفاء وكذلك عبر الطريق الرئيسية المعبدة إلى ميناء صفاقس فكسدت التجارة وبدأ المتساكنون ينزحون إلى الصخيرة الجديدة التي أصبحت تعرف «بلنقار» (أي محطة القطار) فيما أصبحت المدينة المهجورة تعرف باسم الصخيرة القديمة.
من هو الولي الصالح سيدي مهذب:
سيدي مهذب هو أحد رجال الدين القادمين من المغرب الأقصى وبالتحديد من الساقية الحمراء خلال القرن السادس عشر. وقد عهد له الحفصيون (الأمير زكرياء الحفصي)بتهذيب مكتبة جامع الزيتونة ثم كلّف من طرفهم بتسوية النزاعات التي تفاقمت بين القبائل المتواجدة بمنطقة الأعراض حيث تمرّ الطريق الشهيرة الرابطة بين المشرق والمغرب العربيين وقد نجح في تهدئة الأجواء ثم أقام مسجده الشهير الذي أصبح منارة للعلم والسلم حيث يوجد ضريحه إلى اليوم قبلة للزوّار من أبنائه المنتشرين بعديد المناطق للبلاد التونسية.
من هم المهاذبة:
ينتمي المهاذبة إلى القبائل الرحل المتواجدة بالبلاد التونسية منذ عدة قرون ويتواجد أهالي المهاذبة بالمناطق الخصبة (فريقة) في فصل الخريف للحراثة وفصل الصيف الحصاد وتمثل الأراضي التي يقطنها المهاذبة جزءا كبيرا بالمقارنة مع بقية الأراضي المخصصة لبقية القبائل.

## مشاهير الصخيرة
- القائد محمد النيفر مناضل ومقاوم ضد الإستعمار الفرنسي وهو قائد عسكري للمقاومة التونسية «الفلاقة» في منطقة جبال قفصة
- البشير المهذبي ( كان وزيرا للدفاع)
- عبد السلام بنمحمود (كان صاحب سلطة و مكانة في الجهة)

### مواضيع ذات علاقة
- ولاية صفاقس.